# Roberto Olabe del Arco
Roberto Olabe del Arco (ur. 5 maja 1996 w Salamance) – hiszpański piłkarz występujący na pozycji pomocnika w Albacete Balompié.